# Saison 1985-1986 du Stade rennais FC
Maillots
Chronologie
Saison précédente Saison suivante
La saison 1985-1986 du Stade rennais football club débute le 16 juillet 1985 avec la première journée du Championnat de France de Division 1, pour se terminer le 25 avril 1986 avec la dernière journée de cette même compétition.
Le Stade rennais FC est également engagé en Coupe de France.

## Résumé de la saison
De retour en D1, le Stade rennais doit de nouveau chambouler son effectif pour prétendre s'y installer durablement. Bousdira, Morin et Zajaczkowski vont ainsi chercher meilleure fortune sous d'autres cieux. Le Polonais Mazur étant retourné dans son pays, le SRFC peut recruter un autre joueur étranger. Il s'agira de l'international belge Eddy Voordeckers. Autres recrues, les Toulousains Didier Christophe et Guy Lacombe (le premier étant international et le second champion olympique), Gérard Lanthier, qui a passé de nombreuses années à l'AJ Auxerre mais sort d'une saison décevante avec le Paris Saint-Germain, ou encore Gilles Gallou croisé la saison précédente avec le FC Rouen.
En début de saison, l'entraîneur Pierre Mosca ambitionne une place finale au milieu de tableau. Une intuition inspirée, son équipe s'y calant rapidement dès le mois de septembre (après un début d'exercice particulièrement chargé, la saison s'arrêtant plus tôt que d'habitude pour cause de Coupe du monde mexicaine disputée dès la fin du mois mai 1986), obtenant quelques victoires convaincantes, comme celle remportée à Marseille (2 - 1) en septembre. La période est cependant plus difficile, et le Stade rennais glisse lentement vers le bas du classement, dont il est 18e début février, une place synonyme de barrages. Fort heureusement, les points accumulés en début de saison permettent au SRFC de disposer d'une marge confortable sur le RC Strasbourg et le SEC Bastia, qui semblent promis à la relégation, et une série de résultats plus positifs permettront aux Rennais de remonter à une honorable treizième place finale. De cette manière, le club breton réussit à se maintenir en D1 pour la première fois depuis 1974.
L'année rennaise est marquée par l'émergence d'un jeune joueur nommé Jocelyn Angloma. Repéré par Mario Relmy en Guadeloupe, alors qu'il évolue avec l'Étoile de Morne-à-l'Eau, Angloma réalise un essai convaincant en novembre 1985 qui conduit le club a lui proposer un contrat amateur. Intégré à l'équipe C puis à l'équipe B, il frappe rapidement à la porte des professionnels, et fait ses débuts à l'occasion d'un trente-deuxième de finale de Coupe de France disputé contre l'Amicale de Lucé, le 25 janvier 1986. Non-qualifié pour la D1, il devra cependant attendre le mois de mars pour faire ses débuts en championnat, au poste de milieu droit.
En Coupe de France, le Stade rennais réalise son meilleur parcours depuis sa victoire en 1971. Après avoir logiquement sorti Lucé, il doit se frotter à un autre promu en D1, le Havre AC. Défaits à l'aller (1 - 2), les « Rouge et Noir » s'en sortent au retour au bénéfice du nombre de buts marqués à l'extérieur (1 - 0). En huitièmes de finale, de grandes retrouvailles ont lieu avec le FC Rouen, désormais en D2, et qui, comme la saison précédente, doit plier face aux Bretons (1 - 1 à Robert-Diochon, 2 - 0 route de Lorient). La tâche est plus difficile en quarts, alors que l'AJ Auxerre se présente ; c'est cette fois à l'issue d'une prolongation que les Rennais remportent le match retour, Didier Christophe inscrivant le but vainqueur.
Comme un clin d'œil à sa dernière victoire dans l'épreuve, le Stade rennais retrouve l'Olympique de Marseille sur sa route en demi-finale. Comme en 1971, le match aller au Vélodrome voit Marseille s'imposer un but à zéro. Au match retour, les Rennais croient à l'exploit lorsque Relmy ouvre le score peu après la mi-temps. Mais un but d'Abdoulaye Diallo à un quart d'heure de la fin vient tuer tout suspense. Rennes éliminé voit s'envoler ses rêves de coupe.

## Transferts en 1985-1986
| Nom                    | Nationalité | Provenance/Destination  |
| Arrivées               |             |                         |
| Jocelyn Angloma        | France      | Étoile de Morne-à-l'Eau |
| Franck Barthélémy      | France      | INF Vichy               |
| Didier Christophe      | France      | Toulouse FC             |
| Gilles Gallou          | France      | FC Rouen                |
| Guy Lacombe            | France      | Toulouse FC             |
| Gérard Lanthier        | France      | Paris Saint-Germain     |
| Yves Mangione          | France      | INF Vichy               |
| Eddy Voordeckers       | Belgique    | KS Waterschei THOR Genk |
| Départs                |             |                         |
| Moussa Bezaz           | France      | SAS Épinal              |
| Farès Bousdira         | France      | AS Béziers              |
| Serge Le Dizet         | France      | Stade quimpérois (prêt) |
| Bruno Marin            | France      | Angers SCO              |
| Włodzimierz Mazur      | Pologne     | GKS Zagłębie Sosnowiec  |
| Philippe Morin         | France      | RC Paris                |
| Bernard Samson         | France      | SC Abbeville (prêt)     |
| Christian Zajaczkowski | France      | Le Havre AC             |

## L'effectif de la saison
| Poste¹ | Nat.² | Nom                  | Naissance         | Sélection³ | Championnat | Championnat | Coupe France | Coupe France | Total Saison | Total Saison | Notes |
| Poste¹ | Nat.² | Nom                  | Naissance         | Sélection³ | M           | But inscrit | M            | But inscrit  | M            | But inscrit  | Notes |
| ------ | ----- | -------------------- | ----------------- | ---------- | ----------- | ----------- | ------------ | ------------ | ------------ | ------------ | ----- |
| M      | FRA   | Jocelyn Angloma      | 7 août 1965       | -          | 6           | 0           | 9            | 1            | 15           | 1            | [ 5 ] |
| A      | FRA   | Philippe Barraud     | 23 octobre 1965   | -          | 7           | 2           | 5            | 0            | 12           | 2            |       |
| M      | FRA   | Franck Barthélémy    | 16 avril 1965     | -          | 5           | 0           | 1            | 0            | 6            | 0            |       |
| G      | FRA   | Gilles Bourges       | 21 mai 1963       | -          | 1           | 0           | 0            | 0            | 1            | 0            |       |
| A      | FRA   | Jacky Charrier       | 2 juillet 1962    | -          | 28          | 4           | 7            | 3            | 35           | 7            |       |
| M      | FRA   | Didier Christophe    | 8 décembre 1956   | A          | 34          | 2           | 9            | 2            | 43           | 4            |       |
| A      | FRA   | Laurent Delamontagne | 9 octobre 1965    | B          | 0           | 0           | 1            | 0            | 1            | 0            |       |
| D      | FRA   | Alain Doaré          | 28 novembre 1963  | -          | 31          | 0           | 6            | 0            | 37           | 0            |       |
| M      | FRA   | Gilles Gallou        | 12 août 1957      | -          | 17          | 0           | 0            | 0            | 17           | 0            |       |
| G      | FRA   | Pierrick Hiard       | 27 avril 1955     | A          | 37          | 0           | 9            | 0            | 46           | 0            |       |
| M      | FRA   | Guy Lacombe          | 13 juin 1955      | -          | 38          | 5           | 7            | 1            | 45           | 6            |       |
| M      | FRA   | Gérard Lanthier      | 3 avril 1956      | -          | 34          | 1           | 8            | 2            | 42           | 3            |       |
| D      | FRA   | Gilbert Le Goff      | 13 mai 1958       | -          | 31          | 1           | 7            | 1            | 38           | 2            |       |
| A      | FRA   | Yves Mangione        | 27 décembre 1964  | -          | 1           | 0           | 1            | 0            | 2            | 0            |       |
| D      | FRA   | Dominique Marais     | 28 décembre 1955  | -          | 19          | 0           | 7            | 0            | 26           | 0            |       |
| A      | CMR   | Louis M'Fédé         | 26 février 1961   | A          | 11          | 0           | 3            | 1            | 14           | 1            |       |
| M      | ARG   | Oscar Muller         | 28 juillet 1957   | -          | 20          | 1           | 5            | 0            | 25           | 1            |       |
| D      | FRA   | Thierry Ninot        | 12 août 1959      | -          | 37          | 2           | 8            | 0            | 45           | 2            |       |
| A      | FRA   | Mario Relmy          | 7 mai 1960        | -          | 35          | 8           | 7            | 2            | 42           | 10           |       |
| D      | FRA   | Patrice Rio          | 15 août 1948      | A          | 36          | 5           | 9            | 1            | 45           | 6            |       |
| M      | FRA   | Thierry Robert       | 20 septembre 1964 | -          | 12          | 0           | 1            | 0            | 13           | 0            |       |
| M      | BEL   | Eddy Voordeckers     | 4 février 1960    | A          | 32          | 4           | 4            | 0            | 36           | 4            |       |

- 1 : G, Gardien de but ; D, Défenseur ; M, Milieu de terrain ; A, Attaquant
- 2 : Nationalité sportive, certains joueurs possédant une double-nationalité
- 3 : sélection la plus élevée obtenue

## Équipe-type
Il s'agit de la formation la plus courante rencontrée en championnat.

## Les rencontres de la saison

### Liste
| Match | Date         | Compétition     | Tour               | Adversaire | Lieu ¹ | Score    | Class.   | Buteurs pour le Stade rennais      |
| ----- | ------------ | --------------- | ------------------ | ---------- | ------ | -------- | -------- | ---------------------------------- |
| 1     | 16 juillet   | Division 1      | 1                  | Strasbourg | E      | 1-1      | 7        | Rio                                |
| 2     | 19 juillet   | Division 1      | 2                  | Metz       | D      | 0–0      | 10       |                                    |
| 3     | 26 juillet   | Division 1      | 3                  | Bastia     | E      | 2-0      | 6        | Voordeckers Charrier               |
| 4     | 30 juillet   | Division 1      | 4                  | Monaco     | D      | 0–1      | 8        |                                    |
| 5     | 2 août       | Division 1      | 5                  | Toulouse   | E      | 1–4      | 16       | Relmy                              |
| 6     | 9 août       | Division 1      | 6                  | Lille      | D      | 2-0      | 8        | Relmy Voordeckers                  |
| 7     | 16 août      | Division 1      | 7                  | Bordeaux   | E      | 2-3      | 11       | Muller Battiston (csc)             |
| 8     | 24 août      | Division 1      | 8                  | Auxerre    | D      | 4–1      | 9        | Rio Lacombe Voordeckers Charrier   |
| 9     | 30 août      | Division 1      | 9                  | Le Havre   | E      | 0–1      | 10       |                                    |
| 10    | 3 septembre  | Division 1      | 10                 | Laval      | D      | 1–0      | 8        | Rio                                |
| 11    | 13 septembre | Division 1      | 11                 | Marseille  | E      | 2–1      | 7        | Ninot Lacombe                      |
| 12    | 20 septembre | Division 1      | 12                 | Brest      | D      | 0-4      | 8        |                                    |
| 13    | 27 septembre | Division 1      | 13                 | Nice       | E      | 1-2      | 12       | Lacombe                            |
| 14    | 5 octobre    | Division 1      | 14                 | Paris SG   | D      | 2–3      | 12       | Rio Lacombe                        |
| 15    | 11 octobre   | Division 1      | 15                 | Nancy      | E      | 0-0      | 13       |                                    |
| 16    | 18 octobre   | Division 1      | 16                 | Sochaux    | D      | 0-0      | 13       |                                    |
| 17    | 25 octobre   | Division 1      | 17                 | Lens       | E      | 0-0      | 12       |                                    |
| 18    | 2 novembre   | Division 1      | 18                 | Nantes     | E      | 0–1      | 13       |                                    |
| 19    | 8 novembre   | Division 1      | 19                 | Toulon     | D      | 1–0      | 12       | Relmy                              |
| 20    | 20 novembre  | Division 1      | 20                 | Metz       | E      | 1–4      | 12       | Lanthier                           |
| 21    | 22 novembre  | Division 1      | 21                 | Bastia     | D      | 3-1      | 12       | Relmy Voordeckers Charrier         |
| 22    | 29 novembre  | Division 1      | 22                 | Monaco     | E      | 0–1      | 13       |                                    |
| 23    | 7 décembre   | Division 1      | 23                 | Toulouse   | D      | 2–1      | 12       | Relmy                              |
| 24    | 14 décembre  | Division 1      | 24                 | Lille      | E      | 0-2      | 13       |                                    |
| 25    | 21 décembre  | Division 1      | 25                 | Bordeaux   | D      | 0–0      | 13       |                                    |
| 26    | 11 janvier   | Division 1      | 26                 | Auxerre    | E      | 0-1      | 14       |                                    |
| 27    | 18 janvier   | Division 1      | 27                 | Le Havre   | D      | 2–1      | 15       | Rio Christophe                     |
| 28    | 25 janvier   | Coupe de France | 1/32 finale        | Lucé (D4)  | N      | 5-3      | 5-3      | Rio Lanthier Relmy M'Fédé Charrier |
| 29    | 1er février  | Division 1      | 28                 | Laval      | E      | 0-1      | 16       |                                    |
| 30    | 8 février    | Division 1      | 29                 | Marseille  | D      | 1–2      | 18       | Relmy                              |
| 31    | 15 février   | Coupe de France | 1/16 finale aller  | Le Havre   | E      | 1-2      | 1-2      | Lacombe                            |
| 32    | 19 février   | Coupe de France | 1/16 finale retour | Le Havre   | D      | 1-0      | 1-0      | Christophe                         |
| 33    | 1er mars     | Division 1      | 30                 | Nice       | D      | 2-0      | 18       | Ninot Christophe                   |
| 34    | 4 mars       | Coupe de France | 1/8 finale aller   | Rouen (D2) | E      | 1-1      | 1-1      | Charrier                           |
| 35    | 8 mars       | Division 1      | 31                 | Paris SG   | E      | 0–1      | 18       |                                    |
| 36    | 11 mars      | Division 1      | 32                 | Brest      | E      | 1–2      | 18       | Le Goff                            |
| 37    | 15 mars      | Division 1      | 33                 | Nancy      | D      | 1–0      | 18       | Barraud                            |
| 38    | 18 mars      | Coupe de France | 1/8 finale retour  | Rouen (D2) | D      | 2-0      | 2-0      | Lanthier Charrier                  |
| 39    | 22 mars      | Division 1      | 34                 | Sochaux    | E      | 0–0      | 18       |                                    |
| 40    | 29 mars      | Coupe de France | 1/4 finale aller   | Auxerre    | E      | 1-1      | 1-1      | Angloma                            |
| 41    | 1er avril    | Coupe de France | 1/4 finale retour  | Auxerre    | D      | 2-1 a.p. | 2-1 a.p. | Le Goff Christophe                 |
| 42    | 4 avril      | Division 1      | 35                 | Lens       | D      | 2–0      | 16       | Barraud Charrier                   |
| 43    | 12 avril     | Division 1      | 36                 | Nantes     | D      | 0–0      | 17       |                                    |
| 44    | 15 avril     | Coupe de France | 1/2 finale aller   | Marseille  | E      | 0-1      | 0-1      |                                    |
| 45    | 18 avril     | Division 1      | 37                 | Toulon     | E      | 1–1      | 14       | Relmy                              |
| 46    | 22 avril     | Coupe de France | 1/2 finale retour  | Marseille  | D      | 1-1      | 1-1      | Relmy                              |
| 47    | 25 avril     | Division 1      | 38                 | Strasbourg | D      | 1–1      | 13       | Lacombe                            |

- 1 N : terrain neutre ; D : à domicile ; E : à l'extérieur ; drapeau : pays du lieu du match international

## Bilan des compétitions
| Compétition     | Vainqueur final       | Débute au tour | Place ou tour final | Première rencontre | Dernière rencontre | Nombre |
| --------------- | --------------------- | -------------- | ------------------- | ------------------ | ------------------ | ------ |
| Division 1      | Paris Saint-Germain   | 1re journée    | 13e                 | 16 juillet 1985    | 25 avril 1986      | 38     |
| Coupe de France | Girondins de Bordeaux | 1/32 de finale | 1/2 finales         | 25 janvier 1986    | 22 avril 1986      | 9      |

### Division 1

#### Classement
| Rang | Équipe    | Pts | J  | G  | N  | P  | Bp | Bc | Diff |
| ---- | --------- | --- | -- | -- | -- | -- | -- | -- | ---- |
| 10   | Lille     | 36  | 38 | 13 | 10 | 15 | 40 | 49 | -9   |
| 11   | Laval     | 35  | 38 | 11 | 13 | 14 | 39 | 47 | -8   |
| 12   | Marseille | 34  | 38 | 11 | 12 | 15 | 43 | 39 | +4   |
| 13   | Rennes    | 34  | 38 | 12 | 10 | 16 | 36 | 41 | -5   |
| 14   | Brest     | 34  | 38 | 13 | 8  | 17 | 53 | 63 | -10  |
| 15   | Sochaux   | 34  | 38 | 11 | 12 | 15 | 47 | 57 | -10  |
| 16   | Toulon    | 33  | 38 | 9  | 15 | 14 | 43 | 46 | -3   |

#### Résultats
| Total  | Total  | Total | Total | Total | Total | Total | Total | Domicile | Domicile | Domicile | Domicile | Domicile | Domicile | Extérieur | Extérieur | Extérieur | Extérieur | Extérieur | Extérieur |
| Matchs | Points | V     | N     | D     | BP    | BC    | Diff. | V        | N        | D        | BP       | BC       | Diff.    | V         | N         | D         | BP        | BC        | Diff.     |
| ------ | ------ | ----- | ----- | ----- | ----- | ----- | ----- | -------- | -------- | -------- | -------- | -------- | -------- | --------- | --------- | --------- | --------- | --------- | --------- |
| 38     | 34     | 12    | 10    | 16    | 36    | 41    | -5    | 10       | 5        | 4        | 24       | 15       | +9       | 2         | 5         | 12        | 12        | 26        | -14       |

#### Résultats par journée
| Journée   | 01 | 02 | 03 | 04 | 05 | 06 | 07 | 08 | 09 | 10 | 11 | 12 | 13 | 14 | 15 | 16 | 17 | 18 | 19 | 20 | 21 | 22 | 23 | 24 | 25 | 26 | 27 | 28 | 29 | 30 | 31 | 32 | 33 | 34 | 35 | 36 | 37 | 38 |
| --------- | -- | -- | -- | -- | -- | -- | -- | -- | -- | -- | -- | -- | -- | -- | -- | -- | -- | -- | -- | -- | -- | -- | -- | -- | -- | -- | -- | -- | -- | -- | -- | -- | -- | -- | -- | -- | -- | -- |
| Terrain   | E  | D  | E  | D  | E  | D  | E  | D  | E  | D  | E  | D  | E  | D  | E  | D  | E  | E  | D  | E  | D  | E  | D  | E  | D  | E  | D  | E  | D  | D  | E  | E  | D  | E  | D  | D  | E  | D  |
| Résultats | N  | N  | V  | D  | D  | V  | D  | V  | D  | V  | V  | D  | D  | D  | N  | N  | N  | D  | V  | D  | V  | D  | V  | D  | N  | D  | V  | D  | D  | V  | D  | D  | V  | N  | V  | N  | N  | N  |
| Points    | 1  | 2  | 4  | 4  | 4  | 6  | 6  | 8  | 8  | 10 | 12 | 12 | 12 | 12 | 13 | 14 | 15 | 15 | 17 | 17 | 19 | 19 | 21 | 21 | 22 | 22 | 24 | 24 | 24 | 26 | 26 | 26 | 28 | 29 | 31 | 32 | 33 | 34 |
| Place     | 7  | 10 | 6  | 8  | 16 | 8  | 11 | 9  | 10 | 8  | 7  | 8  | 12 | 12 | 13 | 13 | 12 | 13 | 12 | 12 | 12 | 13 | 12 | 13 | 13 | 14 | 15 | 16 | 18 | 18 | 18 | 18 | 18 | 18 | 16 | 17 | 14 | 13 |

Source : Liste des rencontres

Terrain : D = Domicile ; E = Extérieur. Résultat: D = Défaite ; N = Nul ; V = Victoire.